# I Spit on Your Grave (2010)
I Spit on Your Grave is een Amerikaanse thriller-horrorfilm uit 2010 onder regie van Steven R. Monroe. De productie is een remake van de gelijknamige film uit 1978, een zogenaamde rape-revengefilm. In tegenstelling tot het origineel kreeg de nieuwe versie in 2013 een opvolger, I Spit on Your Grave 2.

## Verhaal

### Rape
Jennifer Hills huurt een huis in een afgelegen gebied op het platteland. Hier wil ze in alle rust een boek gaan schrijven. Ze haalt de sleutel op bij verhuurder Earl en krijgt van hem een beschrijving hoe ze moet rijden. Omdat ze toch een afslag mist, komt ze terecht bij een tankstation waar Johnny Miller en zijn vrienden Andy en Stanley  werken. Johnny wijst Jennifer opnieuw de goede richting en probeert om haar in één moeite door te versieren. Tevergeefs.
Aangekomen in het huis begint Jennifer met schrijven op haar laptop, maar neemt ze af en toe ook tijd om zich te ontspannen. Ze gaat eens in de zon zitten, drinkt af en toe een glas wijn en rookt soms een joint. Wanneer het toilet en de kraan van de bijbehorende wastafel het niet doen, komt de zwakbegaafde Matthew langs om de voorzieningen te repareren. Nadat hem dit lukt, geeft ze hem een zoen op zijn wang. Matthew gaat er verlegen vandoor. Hij blijkt een bekende van het drietal van het tankstation, die hij trots over het voorval vertelt. Dit zet Johnny ertoe aan te pochen hoe makkelijk hij Jennifer het bed in zou krijgen. Zijn vrienden lachen hierom en maken grappen over wat er gebeurde toen hij haar probeerde te versieren. De jongens fokken elkaar net zo lang op tot ze het plan opvatten om bij Jennifer langs te gaan.
De drie vrienden nemen Matthew mee en dringen bij Jennifer binnen. Ze vernederen haar, dwingen haar te drinken en zowel de hals van een fles als de loop van Johnny's geweer in haar mond te nemen. Alleen Matthew houdt zich gespannen afzijdig. Op een onbewaakt moment vlucht Jennifer het bos in. Hier komt ze Earl en sheriff Storch tegen. Nadat ze hen vertelt wat er is gebeurd, gaat laatstgenoemde met haar mee naar het huis. Hij lijkt in eerste instantie aan haar kant te staan, maar begint haar te beschuldigen wanneer hij een fles wijn en een joint met lippenstift erop ziet. Hij zet Jennifer tegen de muur om haar te fouilleren, maar dat slaat om in betasten.
Wanneer de vier jongens weer binnenlopen, neemt Storch deel aan het intimideren van Jennifer. Dit loopt uit van pesten tot aanranding en vervolgens tot een groepsverkrachting. Johnny dwingt Matthew om Jennifer te gebruiken om zijn maagdelijkheid te verliezen. Nadat Jennifer na afloop half ontkleed opnieuw het bos invlucht, sluiten de mannen haar daar weer in. Andy houdt haar hoofd verschillende keren onder water, waarop Storch haar anaal verkracht. Stanley neemt intussen alles op met zijn videocamera. Wanneer Storch klaar is, dwingt Johnny Jennifer om hem oraal te bevredigen. Nadat alle mannen aan hun gerieven zijn gekomen, wankelt Jennifer verdoofd richting een houten brug. Hier laat ze zich vanaf vallen, het water in. Storch richt zijn loop op het oppervlak om haar neer te schieten zodra ze bovenkomt, maar ze zien haar niet meer terug. Storch draagt de jongens daarom op om elke dag met hem te komen zoeken tot ze Jennifer vinden. Ook laat hij ze al het bewijsmateriaal in het huis verbranden. De sleutel van het huis geeft hij terug aan Earl. Die vertelt hij dat Jennifer alles heeft gelogen onder invloed van drank en drugs en er inmiddels vandoor is gegaan.

### Revenge
Hoewel de mannen regelmatig gaan zoeken, vinden ze geen spoor van het lichaam van Jennifer terug. Matthew blijft zich bezwaard voelen. Wanneer hij op een dag in het huurhuis is, hoort hij Jennifers stem op de eerste verdieping. Hij loopt de trap op, maar glijdt uit en verliest het bewustzijn. Wanneer hij bijkomt, zit Jennifer voor hem op de bank. Matthew verontschuldigt zich herhaaldelijk en vertelt haar dat hij niet gewild heeft wat haar is gebeurd. Ze nodigt hem uit om naast hem te komen zitten en lijkt hem gerust te stellen. Zodra hij ontspant, stopt ze zijn hoofd in een strop en trekt die aan.
Stanley loopt met Andy in het bos wanneer hij in een berenval stapt. Zijn onderbeen versplintert. Andy komt kijken, waarop Jennifer de twee met een knuppel allebei bewusteloos slaat. Wanneer Andy bijkomt, ligt hij vastgebonden op een badkuip met zijn gezicht naar beneden. Af en toe loopt er een scheut water door een kunststof pijp het bad in. Stanley komt bij terwijl hij vastgebonden zit aan een boom, zijn been nog steeds in de berenval. Jennifer prikt vishaken door zijn oogleden. Die bindt ze vast aan de boom, zodat Stanley zijn ogen niet meer dicht kan doen. Dit omdat hij zo graag toekijkt, vertelt ze hem. Jennifer snijdt een vis open en smeert de ingewanden in Stanleys ogen. Binnen is de badkuip bijna vol. Andy valt af en toe met zijn gezicht in het water omdat hij zijn hoofd niet meer omhoog kan houden. Jennifer tilt het op zodat hij nog niet verdrinkt. Ze vult het badwater aan met loog en laat Andy daarna weer alleen. Elke keer dat hij nu met zijn gezicht in het water zakt en weer omhoog komt, brandt zijn gezicht verder weg. Dit tot zijn hoofd definitief in het water zakt. Buiten komen er kraaien op de vislucht in Stanleys ogen af. Zij pikken zijn ogen uit.
Jennifer lokt Johnny uit zijn huis door een dode vogel tegen zijn voordeur te gooien, zoals hij eerder ook bij haar deed. Buiten slaat ze hem bewusteloos met een knuppel. Hij komt naakt bij, staand, aan handen en voeten gebonden en met een geïmproviseerde metalen mondknevel in. Jennifer trekt zijn tanden uit en laat hem zijn eigen geweer in zijn mond nemen. Vervolgens pakt ze een heggenschaar. Daarmee knipt ze zijn penis af, die ze in zijn mond stopt. Johnny bloedt dood.
Storch' echtgenote belt hem trots op in zijn politiewagen. Hun dochter Chastity is toegelaten tot een klas voor goed presterende leerlingen. Een lerares daarvan is op bezoek om hierover te vertellen. Storch is verheugd wanneer hij haar aan de lijn krijgt, maar schrikt wanneer hij de stem van Jennifer hoort. Hij haast zich naar huis, maar Jennifer en zijn dochter zijn weg. Volgens zijn vrouw zijn ze samen naar het park. Storch gaat zoeken, maar treft er niemand. Wanneer hij weer in zijn auto stapt, slaat Jennifer hem vanaf de achterbank bewusteloos. Ook Storch komt naakt en vastgebonden bij, voorovergebogen over een tafel, de loop van zijn shotgun deels in zijn anus. Jennifer stoot het wapen herhaaldelijk verder naar binnen. Daarna bindt ze een touw vast aan de trekker en loopt ze met het andere uiteinde naar een stoel met een doek erover, recht tegenover Storch. Hierin zit Matthew. Hij is bewusteloos, maar nog niet dood. Jennifer bindt het touw vast aan zijn pols. Wanneer Matthew bijkomt, staat hij verrast op. Hierdoor gaat het geweer af. Het schot doorboort Storch en doodt ook Matthew.

## Rolverdeling
- Sarah Butler - Jennifer Hills
- Jeff Branson - Johnny Miller
- Andrew Howard - Sheriff Storch
- Daniel Franzese - Stanley
- Rodney Eastman - Andy
- Chad Lindberg - Matthew
- Tracey Walter - Earl
- Mollie Milligan - Mrs. Storch
- Saxon Sharbino - Chastity Storch